# Au nom du peuple italien
Pour plus de détails, voir Fiche technique et Distribution.
Au nom du peuple italien (titre original : In nome del popolo italiano) est une comédie dramatique italienne réalisée par Dino Risi, sortie en 1971.

## Synopsis
La mort suspecte de la jeune et belle Silvana met le petit juge Bonifazi, qui porte un regard désabusé sur la société dans laquelle il vit, sur la piste du puissant Santonecito, « un richissime homme d’affaires véreux d’origine sicilienne, menteur, hâbleur, machiste, malhonnête ». Ce dernier essaie par tous les moyens de s'attirer les bonnes grâces du juge...
Santonecito n'ayant pas d'alibi pour le soir de la mort de Silvana, demande à son vieux père un faux témoignage. À la suite du refus de ce dernier de mentir, il le fait interner. Santonecito fait alors témoigner un notable de connaissance pour le disculper mais le juge Bonifazi poursuit ses vérifications pour finalement l'arrêter pour corruption de témoins alors que le doute subsiste sur les causes de la mort de Silvana.

## Fiche technique
- Titre : Au nom du peuple italien
- Titre original : In nome del popolo italiano
- Réalisation : Dino Risi
- Scénario : Agenore Incrocci et Furio Scarpelli
- Production : Edmondo Amati (en)
- Musique : Carlo Rustichelli
- Photographie : Alessandro D'Eva
- Montage : Alberto Gallitti
- Décors : Bruno Cesari
- Costumes : Enrico Sabbatini
- Société de production : International Apollo Films
- Société de distribution : Fida Cinematografica
- Pays de production :  Italie
- Langues de tournage : italien
- Format : Couleurs (Technicolor) - 1,85:1 - Mono - 35 mm
- Genres : Comédie dramatique
- Durée : 103 minutes
- Dates de sortie : 
  -  Italie : 15 décembre 1971
  -  France : 13 février 1975

## Distribution
- Ugo Tognazzi (VF : Jacques Deschamps) : Mariano Bonifazi, le juge
- Vittorio Gassman (VF : Dominique Paturel) : Lorenzo Santenocito, le puissant homme d'affaires
- Ely Galleani : Silvana Lazzarini
- Yvonne Furneaux : Lavinia Santenocito, la femme de Lorenzo
- Enrico Ragusa : Riziero Santenocito, le père de Lorenzo
- Michele Cimarosa : Casciatelli, le sous-officier des carabiniers
- Renato Baldini (VF : Pierre Hatet) : Cerioni, le comptable
- Pietro Tordi (VF : André Valmy) : le docteur Rivaroli
- Maria Teresa Albani : la mère de Silvana
- Gianfilippo Carcano (VF : William Sabatier) : le père de Silvana
- Simonetta Stefanelli : Giugi Santenocito, la fille
- Vanni Castellani : Sirio, l'amour de Silvana
- Checco Durante : Pironti, l'archiviste
- Franco Angrisano : le juge Colombo
- Paolo Paoloni : le psychiatre
- Giò Stajano : Floriano Roncherini (non crédité)

## Critique
Pour Jean-Baptiste Morain des Inrockuptibles, ce film est un sommet de la comédie italienne, « une savante alchimie entre pittoresque des personnages et critique sociale ».